# Félicité de Brienne
Félicité de Brienne, née vers 1110 et morte après juin 1178, est la fille d'Érard Ier de Brienne, comte de Brienne, et de son épouse Alix de Ramerupt. Elle devient dame de Broyes à la suite de son mariage avec Simon Ier de Broyes, avec qui elle a trois enfants. Puis, devenue veuve, elle épouse en secondes noces Geoffroy III de Joinville, avec qui elle a quatre autres enfants.
Au cours de ses deux mariages, elle participe à la fondation de plusieurs abbayes et prieurés, laissant l'image d'un femme très pieuse et libérale.

## Biographie

### Demoiselle de Brienne
Félicité de Brienne est née vers 1110, probablement au château de Brienne. Elle est la fille fille d'Érard Ier de Brienne, comte de Brienne, et de son épouse Alix de Ramerupt.
La maison de Brienne est une des plus anciennes et puissantes familles du comté de Champagne, dont elle est vassale.
Par sa mère, Alix de Ramerupt, fille d'André de Ramerupt, seigneur de Ramerupt, elle est également descendante des familles des comtes de Roucy et de Montdidier.

### Dame de Ramerupt
Félicité de Brienne hérite par sa mère, probablement comme dot, d'une partie de la seigneurie de Ramerupt, tandis que son frère aîné Gautier II de Brienne hérite du comté de Brienne et de l'autre moitié de Ramerupt. Ce dernier transmet ensuite sa part de Ramerupt à son fils cadet André de Brienne qui s'intitule seigneur de Ramerupt, ainsi que son propre fils après lui Érard de Brienne.
Quant à la part de Félicité, elle la transmet à son deuxième fils issu de son premier mariage, Simon de Broyes, seigneur de Beaufort. Celui-ci la transmet à son tour à sa fille Félicité de Broyes, épouse d'Hugues II de Rethel, qui quant à elle la transmet à sa fille Hélisende de Rethel, probable première épouse d'Érard de Brienne, seigneur de l'autre partie de Ramerupt. Après leur séparation, Hélisende échange avec Érard sa moitié de Ramerupt contre les seigneuries de Saint-Mards-en-Othe et Maraye-en-Othe, celui-ci parvenant ainsi à réunir la totalité de cette importante seigneurie.

### Dame de Broyes
Vers 1125, elle épouse Simon Ier de Broyes, fils et héritier d'Hugues II de Broyes, dit Bardoul, et de son épouse Emmeline de Montlhéry, avec qui elle a trois enfants. Par ce mariage, elle devient dame de Broyes et de Beaufort.
Avec son époux, elle participe à la fondation des abbayes Notre-Dame-d'Andecy et Notre-Dame du Reclus, toutes deux situées près de Baye.
Mais Simon Ier meurt entre 1137 et 1140, laissant Félicité veuve.

### Dame de Joinville
Vers 1142, Félicité de Brienne épouse en secondes noces un autre puissant seigneur du comté de Champagne : Geoffroy III de Joinville, fils de Roger de Joinville et de son épouse Adelarde de Vignory, avec qui elle a quatre autres enfants. Par ce mariage, elle devient dame de Joinville.
Avec son second époux, elle participe à la fondation de nombreux établissements religieux, dont les abbayes de Jovilliers, d'Écurey, du Val d'Osne ainsi que les prieurés des Bons-Hommes de Mathons, Sainte-Ame et Saint-Jacques, tous deux à Joinville, ainsi que la collégiale Saint-Laurent dans le château de Joinville.
Ce sont les deux mariages de Félicité de Brienne qui expliquent que les blasons des familles de Broyes et de Joinville sont identiques : Geoffroy IV de Joinville ayant probablement adopté les armes de son frère aîné utérin Hugues III de Broyes.
Félicité de Brienne meurt sans doute peu après 1178.

## Famille

Blason des familles de Broyes et de Joinville : d'azur aux trois broyes d'or liées d'argent.

### Mariage et enfants
Vers 1125, elle épouse en premières noces Simon Ier de Broyes, seigneur de Broyes et de Beaufort, fils de Hugues II de Broyes, dit Bardoul et de son épouse Emmeline de Montlhéry, avec qui elle a trois enfants :
- Hugues III de Broyes, qui succède à son père comme seigneur de Broyes ;
- Simon de Broyes, qui succède à son père comme seigneur de Beaufort ;
- Emmeline de Broyes, citée dans des chartes de 1131 et 1136, probablement morte sans union ni postérité.

Devenue veuve entre 1137 et 1140, elle épouse en secondes noces avant mars 1142 Geoffroy III de Joinville, seigneur de Joinville, fils de Roger de Joinville et de son épouse Adelarde de Vignory, avec qui elle a quatre autres enfants :
- Geoffroy IV de Joinville, qui succède à son père comme seigneur de Joinville ;
- Waseler de Joinville, cité comme fils puîné dans les chroniques d'Aubry de Trois-Fontaines ;
- Gertrude de Joinville, qui épouse Gérard II de Vaudémont, comte de Vaudémont, avec qui elle a quatre enfants ;
- Guillemette de Joinville, qui devient abbesse d'Avenay.